# Gergely Siklósi
Gergely Siklósi, född den den 4 september 1997 i Tapolca, är en ungersk fäktare.

## Karriär
Vid OS 2020 tog Gergely Siklósi silver i värja. Han ingick i det ungerska laget som tog guld i värja vid OS 2024.